# Chamber TV
Chamber TV és el canal de televisió públic dedicat únicament a les sessions parlamentàries del Luxemburg. El canal emet en directe les sessions i els debats, a més de documentals i reportatges sobre l'activitat dels diputats. El canal fou estrenat per primer cop el 4 de desembre del 2001 i està disponible per cable o per satèl·lit. Fins al 2017, el seu director fou en Maurice Molitor.